# 影浦心
影浦心（Kageura Kokoro，1995年12月6日—）生於愛媛縣松山市，是一名日本柔道運動員，曾獲得2021年世界柔道錦標賽男子100公斤以上級冠軍。

## 外部連結
- JudoInside.com
- 影浦心的X（前Twitter）
- 影浦心的Instagram帳戶